# تيري كوتن
تيري كوتن (بالإنجليزية: Terry Cotton)‏ هو لاعب كرة قدم بريطاني، ولد في 25 يناير 1946 في سوانزي في المملكة المتحدة. لعب مع يوفل تاون.